# Daveaua anthemoides
Daveaua anthemoides é uma espécie de planta com flor pertencente à família Asteraceae. 
A autoridade científica da espécie é Mariz, tendo sido publicada em Bol. Soc. Brot. 9: 220. 1891 ; et in Magnier, Scrin. fl. select. xxii.(1893) 244.

## Portugal
Trata-se de uma espécie presente no território português, nomeadamente em Portugal Continental.
Em termos de naturalidade é nativa da região atrás indicada.

## Protecção
Não se encontra protegida por legislação portuguesa ou da Comunidade Europeia.